# Saint-Victor-des-Oules
Saint-Victor-des-Oules este o comună în departamentul Gard din sudul Franței. În 2009 avea o populație de 277 de locuitori.

## Evoluția populației
| An        | 1975 | 1982 | 1990 | 1999 | 2006 | 2009 |
| --------- | ---- | ---- | ---- | ---- | ---- | ---- |
| Populație | 105  | 147  | 195  | 219  | 249  | 277  |